# NGC 3922
NGC 3922 este o galaxie lenticulară situată în constelația Ursa Mare. A fost descoperită în 9 martie 1788 de către William Herschel. Se află la o distanță de 17,18 megaparseci de Pământ.